# Athetis rufistigma
Athetis rufistigma là một loài bướm đêm trong họ Noctuidae.